# Utica (geslacht)
Utica is een geslacht van kreeftachtigen uit de klasse van de Malacostraca (hogere kreeftachtigen).

## Soorten
- Utica barbimana A. Milne-Edwards, 1873
- Utica borneensis de Man, 1895
- Utica crassimana Haswell, 1882
- Utica glabra A. Milne-Edwards, 1873
- Utica gracilipes White, 1847
- Utica nausithoe de Man, 1895
- Utica setosipes Haswell, 1881